# 昂迪伊 (滨海夏朗德省)
昂迪伊（法語：Andilly，法語發音：[ɑ̃diji] ⓘ）是法国滨海夏朗德省的一个市镇，位于该省西北部，属于拉罗谢尔区。

## 地理
昂迪伊（46°15'11"N, 1°1'36"W）面积28.63 平方千米，位于法国新阿基坦大区滨海夏朗德省，该省份为法国西部滨海省份，北起旺代省，西临大西洋，南至吉倫特省，东南接多爾多涅省，东北接德塞夫勒省接壤，东临夏朗德省。
与昂迪伊接壤的市镇（或旧市镇、城区）包括：沙龙、隆热沃、马朗、圣旺多尼斯、维勒杜。

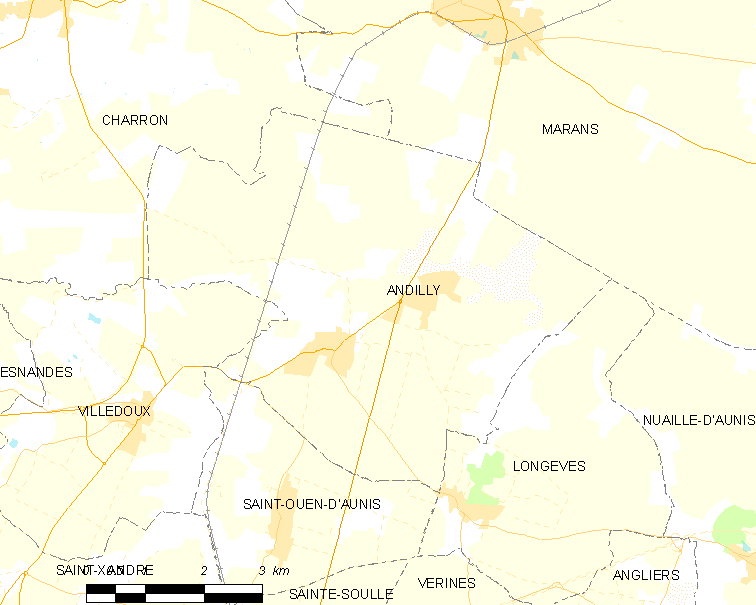
的OSM定位图

昂迪伊的时区为UTC+01:00、UTC+02:00（夏令时）。

## 行政
昂迪伊的邮政编码为17230，INSEE市镇编码为17008。

## 政治
昂迪伊所属的省级选区为马朗县。

## 人口

1962-2008年间人口变化图示

昂迪伊于2022年1月1日时的人口数量为2314人。